# Taurignan-Castet
Taurignan-Castet är en kommun i departementet Ariège i regionen Occitanien i södra Frankrike. Kommunen ligger  i kantonen Saint-Lizier som ligger i arrondissementet Saint-Girons. År 2022 hade Taurignan-Castet 160 invånare.

## Befolkningsutveckling
Antalet invånare i kommunen Taurignan-Castet
Referens: INSEE